# Avec ou sans ordre
Avec ou sans ordre (en persan: به ترتیب یا بدون ترتیب ;Be Tartib ya Bedoun-e Tartib) est un court métrage dramatique iranien sorti en 1981, écrit et réalisé par Abbas Kiarostami.

## Synopsis
Le sens de l’ordre constitue un gage d’une bonne organisation sociale. Pour démontrer cet axiome, Kiarostami propose une série de saynetes présentées en deux versions. Une même action est d’abord effectuée de façon organisée, puis de façon anarchique. Mais l’équipe de tournage peine à organiser le désordre !

## Fiche technique
- Titre : Avec ou sans ordre
- Titre original : Be Tartib ya Bedoun-e Tartib
- Réalisation et scénario : Abbas Kiarostami
- Format : couleur - Son : mono
- Genre : Court métrage dramatique
- Durée : 15 minutes
- Date de sortie :  Iran : 1981